# Sepicana hauseri
Sepicana hauseri är en skalbaggsart som först beskrevs av Aurivillius 1907.  Sepicana hauseri ingår i släktet Sepicana och familjen långhorningar. Inga underarter finns listade i Catalogue of Life.